# Tour della nazionale maschile di rugby a 15 dell'Italia 2012
A metà del 2012 la nazionale italiana di rugby allenata dal nuovo commissario tecnico, il francese Jacques Brunel, affrontò il suo primo tour dopo l'eliminazione nella Coppa del Mondo di rugby 2011.
Furono previsti tre incontri fra la prima e la terza settimana del mese di giugno: uno in Argentina con i Pumas e due in Nordamerica con Canada e Stati Uniti.
Il primo incontro si tenne a San Juan, nell'entroterra argentino, allo Stadio del Bicentenario; la bassa affluenza, 10000 spettatori, fu dovuta al fatto che i Pumas erano in formazione rimaneggiata per prepararsi all'esordio nel Championship contro Australia, Nuova Zelanda e Sudafrica; l'incontro, che pure iniziò bene per l'Italia, che dopo meno di mezz'ora già conduceva 10-6, fu sprecato dalla squadra ospite per troppe perdite di possesso e deconcentrazione che nel secondo tempo portarono gli argentini a segnare tre mete e ad allargare il divario, solo parzialmente ridotto nel finale grazie a una meta di Mauro Bergamasco trasformata da Riccardo Bocchino.
Diverso l'andamento nell'incontro successivo, a Toronto contro il Canada: i Canucks, che con una vittoria avrebbero scavalcato l'Italia nella classifica IRB, si portarono alla mezz'ora sul 13-6 grazie a una meta di Conor Trainor trasformata da James Pritchard; nella ripresa fu il romano Tommaso D'Apice ad accorciare e la successiva trasformazione di Burton portò l'Italia al pareggio; gli ultimi punti di Pritchard diedero al Canada un effimero vantaggio, poi 12 punti al piede di Burton fissarono il punteggio a 25-16 per l'Italia, al termine di un incontro più difficile del previsto.
L'ultimo incontro della serie si tenne nel nuovissimo BBVA Compass Stadium di Houston, inaugurato solo un mese prima: ad attendere l'Italia c'erano gli Stati Uniti che nella prima mezz'ora ressero il passo degli Azzurri: alla meta in apertura di Festuccia trasformata da Bocchino rispose il veterano terza linea americano Emerick, con un passato in Italia, la cui realizzazione fu trasformata da Wyles; la differenza la fecero Gori e Burton, quest'ultimo autore di una meta, una trasformazione e tre piazzati per un totale di 16 punti e la nomina a man of the match, e un risultato finale di 30-10 per l'Italia.

## Risultati
| Arbitro: | Jérôme Garcès |

|                                                     |      |                                     |
| Leonardi 33’ Roncero 56’ Senatore 66’ Contepomi 74’ | mt   | 24’ tecnica 54’ Gori 79’ Bergamasco |
| Contepomi 33’, 56’, 66’, 74’                        | tr   | 24’ Burton 79’ Bocchino             |
| Contepomi 10’, 28’, 44’                             | c.p. | 2’ Burton                           |

| Arbitro: | Dave Pearson |

|                        |      |                                     |
| Trainor 33’            | mt   | 50’ D’Apice                         |
| Pritchard 33’          | tr   | 50’ Burton                          |
| Pritchard 3’, 28’, 53’ | c.p. | 11’, 25’, 40’, 43’, 62’, 72’ Burton |

| Arbitro: | Jérôme Garcès |

|             |      |                                  |
| Emerick 27’ | mt   | 3’ Festuccia 34’ Gori 77’ Burton |
| Wyles 27’   | tr   | 3’, 34’ Bocchino 77’ Burton      |
| Wyles 11’   | c.p. | 13’, 32’, 67’ Bocchino           |